# Cam Skattebo
Cameron Skattebo (Rio Linda, 5 febbraio 2002) è un giocatore di football americano statunitense che milita nel ruolo di running back per i New York Giants della National Football League (NFL).

## Carriera universitaria

### Sacramento State
Dopo non avere disputato alcuna partita nella stagione 2020 a causa della pandemia di COVID-19, nel 2021 Skattebo corse 520 yard e 6 touchdown, venendo inserito nella terza formazione ideale della Big Sky. Nel 2022 corse 1.382 yard e 7 touchdown, oltre a un touchdown su passaggio e uno su ritorno di onside kick, venendo premiato come giocatore offensivo dell'anno della Big Sky, e come FCS All-American. A fine anno optò per cambiare istituto.

### Arizona State
Nel 2023 Skattebo si trasferì a giocare per gli Arizona State Sun Devils. Nel quarto turno contro USC completò due passaggi su tre per 42 yard, corse 111 yard e un touchdown e ricevette 79 yard e un altro touchdown. Chiuse l'annata con 783 yard corse e 9 touchdown più uno su ricezione. Messosi in mostra per la sua versatilità, completò 6 passaggi per 130 yard e calciò 8 punt per 338 yard.

Skattebo nel 2023 contro Cal

Nel secondo turno della stagione 2024 contro Mississippi State, Skattebo corse 262 yard, inclusa una corsa da 39 yard nel finale di gare che diede la vittoria ad Arizona State, venendo premiato come giocatore della settimana dall'Associated Press e come running back della settimana. Nel Peach Bowl 2025 guadagnò 271 yard totali (143 corse, 86 ricevute, 42 passate), segnò due touchdown su corsa, ne passò un terzo e segnò una conversione da due punti, stabilendo un record di Arizona State per yard guadagnate dalla linea di scrimmage. Malgrado la sconfitta fu premiato come miglior giocatore offensivo dell'incontro, la prima volta in 26 anni che il premio andò al giocatore della squadra perdente.
Skattebo chiuse la stagione con 293 corse per 1.711 yard e 21 touchdown, oltre a 45 ricezioni per 605 yard e 3 touchdown. Stabilì così il record di Arizona State per yard corse in una stagione, divenne il primo giocatore dell'istituto a superare le 2.000 yard dalla linea di scrimmage in una stagione e si piazzò quinto nelle votazioni dell'Heisman Trophy. Le sue yard corse furono il secondo risultato assoluto della FBS, dietro ad Ashton Jeanty.

## Carriera professionistica

### New York Giants
Skattebo fu scelto nel corso del quarto giro (105º assoluto) del Draft NFL 2025 dai New York Giants.